# Ramal de Louriçal
El Ramal de Louriçal es un corto ferrocarril portugués dirigida por la Refer que enlaza en la Línea del Oeste en el PK 174,6, junto a la estación de Louriçal, en el municipio de Pombal. Se Prolonga en cerca de ocho kilómetros en la parroquias de Marinha das Ondas (ayuntamiento de Figueira da Foz), sirviendo con dos unidades en los complejos industriales de pasta de papel (Celbi y Soporcel) junto a la aldea costera de Leirosa. Al contrario que la Línea del Oeste donde enlaza, este ferrocarril está eletrificado, teniendo tan sólo servicios de carga. Fue abierta a la explotación en 1993.